# Kiuoni
Kiuoni is een bestuurslaag in het regentschap Kupang van de provincie Oost-Nusa Tenggara, Indonesië. Kiuoni telt 1054 inwoners (volkstelling 2010).